# Vörder Register
Das Vörder Register (Registrum bonorum et Iurium Castri Vorde citra et ultra Oestam ‚Register der Güter und Gerechtsame des Schlosses Bremervörde diesseits und jenseits der Oste‘) ist ein vom Bremer Erzbischof Johann III. Rode von Wale in Auftrag gegebenes Verzeichnis der Bezirke und landesherrlichen Befugnisse des Stifts Bremen. Es enthält keine kirchlichen Rechte. Das Vörder Register wurde in den Jahren 1498 bis 1500 erstellt.
Für die Vogtei Vörde führt das Vörder Register beispielsweise folgende Bezirke auf: die Börden Oerel, Lamstedt, Mulsum, Bargstedt, Ahlerstedt, Oldendorf, Selsingen, Heeslingen, Sittensen, Elsdorf und Altenwalde, ferner der große Marschbezirk mit den Gerichten in den drei Kirchspielen Osten, Großenwörden und Horst, dem Gericht Vieland und dem Lande Wursten. In diesen Bezirken hielt der Amtmann aus Vörde Gericht und aus ihnen floss dem Amt ein Teil der Gerichtsbußen zu. Innerhalb der Börden führt das Register die einzelnen Ortschaften auf. Für diese sollte das Vörder Register folgende fünf Titel feststellen: Die Gerichtsrechte, die Anzahl der Höfe, die Schatzrechte, die Zehntrechte und die grundherrschaftlichen Besitzverhältnisse. Dieses Ziel wurde häufig aber nicht erreicht und es blieben Lücken.
Das Dokument ist teilweise in Latein, überwiegend aber in mittelniederdeutscher Sprache  verfasst worden. Zwischen den einzelnen Einträgen wurde Platz gelassen, oder sogar ganze leere Seiten eingefügt. Das deutet darauf hin, dass geplant war, das Register weiter fortzuführen und laufend zu aktualisieren. Das fand allerdings so gut wie gar nicht statt.
Das Vörder Register wird heute im Staatsarchiv Stade aufbewahrt und befindet sich in einem guten Erhaltungszustand (Archivsignatur: Rep. 5b Fach 155 Nr. 2). Wilhelm von Hodenberg hat 1856 eine buchstabengetreue Übertragung herausgebracht. Für die Gegend des ehemaligen Stifts Bremen ist das Vörder Register ein wichtiges historisches Dokument. Viele Ortschaften der Gegend fanden hier ihre erste urkundliche Erwähnung.